# Évolution territoriale de la Suisse
 (août 2008).
Si vous disposez d'ouvrages ou d'articles de référence ou si vous connaissez des sites web de qualité traitant du thème abordé ici, merci de compléter l'article en donnant les références utiles à sa vérifiabilité et en les liant à la section « Notes et références ».
Cet article est une chronologie de l'évolution territoriale de la Suisse, listant les modifications intérieures et extérieures de la géographie politique de ce pays, depuis ses origines en 1291 jusqu'à l'époque contemporaine.

## Chronologie

### Confédération des III cantons (1291-1332)
Août 1291

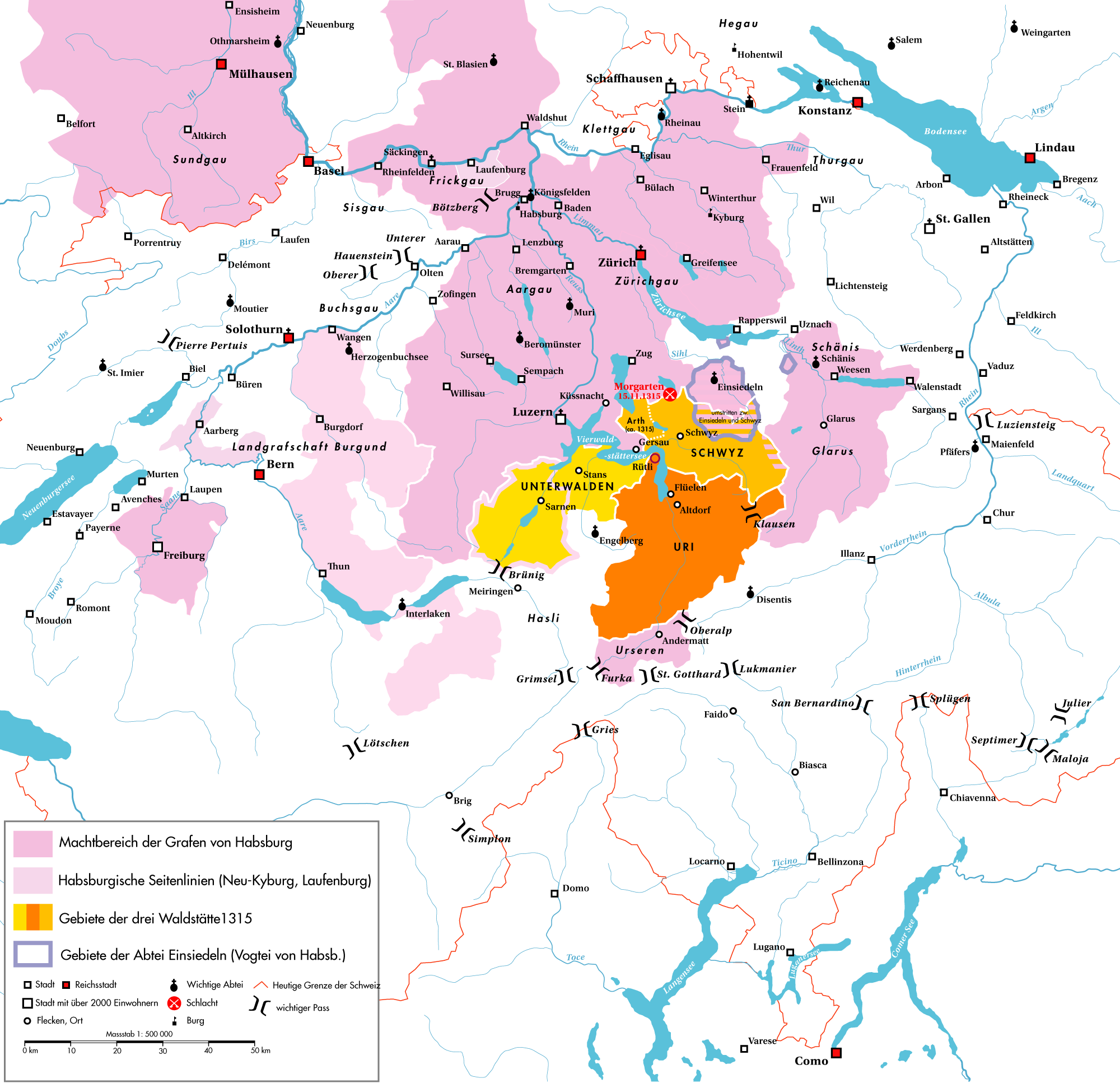
Carte des trois cantons (en jaune-orange) en 1315. En mauve foncé les possessions du comte de Habsbourg, et en mauve clair les alliés du comte.

Les notables d'Uri, Schwytz et Nidwald se réunissent pour renouveler un accord d'alliance antérieur, par la suite rejoints par ceux d'Obwald. Ce pacte fédéral marque la fondation de la Confédération des III cantons entre les trois contrées. Création des cantons d'Uri, de Schwytz et d'Unterwald (regroupant les contrées d'Obwald et de Nidwald).
1317
Le Blutgericht de la vallée d'Urseren passe aux mains de la noblesse d'Uri.
1323
Alliance de la ville de Berne avec les Confédérés.
1324
Berne annexe Laupen.

### Confédération des VIII cantons (1332-1481)

#### XIVesiècle
7 novembre 1332

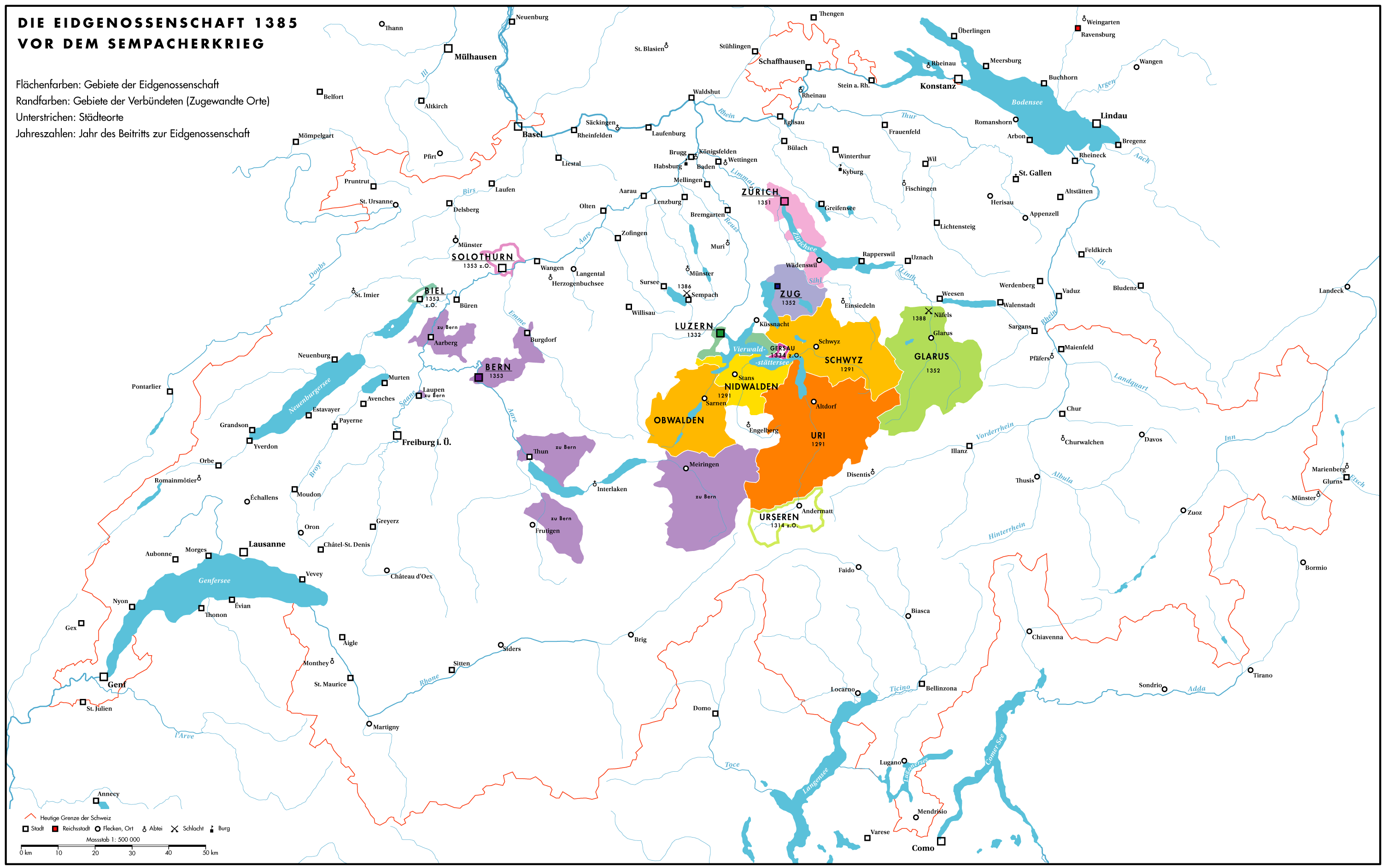
Carte de la Confédération des VIII cantons en 1385, peu avant la bataille de Sempach.

La ville de Lucerne et ses alentours deviennent le quatrième canton de la Confédération.
1332
Weggis signe un traité d'association avec les Confédérés.
1333
Alliance de la république de Gersau avec Schwytz ; Lucerne, Uri et Unterwald sont également pouvoirs protecteurs.
1334
Berne annexe Hasli et Meiringen.
1338
La Montagne de Diesse devient un bailliage de Berne et de l'évêché de Bâle.
1344-1382
Bienne signe des traités d'association avec Fribourg, Berne et Soleure. Auparavant, Bienne était un sujet de l'évêché de Bâle.
1er mai 1351
La ville de Zurich et ses alentours deviennent le cinquième canton de la Confédération.
4 juin 1352
Le village de Glaris et sa vallée deviennent le septième canton de la Confédération.
27 juin 1352
Les Confédérés assiègent la ville de Zoug qui devient, dès lors, le sixième canton de la Confédération.
juillet 1352
Les Confédérés perdent Glaris et Zoug au profit des Habsbourg.
6 mars 1353
La ville de Berne devient le huitième canton de la Confédération. Formation de la Confédération des VIII cantons.
1353
Soleure devient un associé de la Confédération et les villes de Morat et de Payerne signent un traité d'association avec Berne.
1357
L'abbaye d'Einsiedeln devient un protectorat de Schwytz.
1365
Les Confédérés récupèrent la ville de Zoug.
1380
Lucerne annexe Weggis, qui devient un bailliage.
1384
Berne annexe Thoune et Berthoud.
1386
Berne annexe Unterseen et la haute vallée de la Simme.
9 avril 1388
Après la bataille de Näfels, les Confédérés récupèrent la vallée de Glaris.
1388
La Neuveville devient un protectorat de Berne ; elle demeure sujet de l'évêché de Bâle.
1400
Berne annexe Frutigen et les Confédérés s'allient avec les trois ligues grisonnes.

#### XVesiècle
1402
Küssnacht devient sujet de Schwytz.
1403

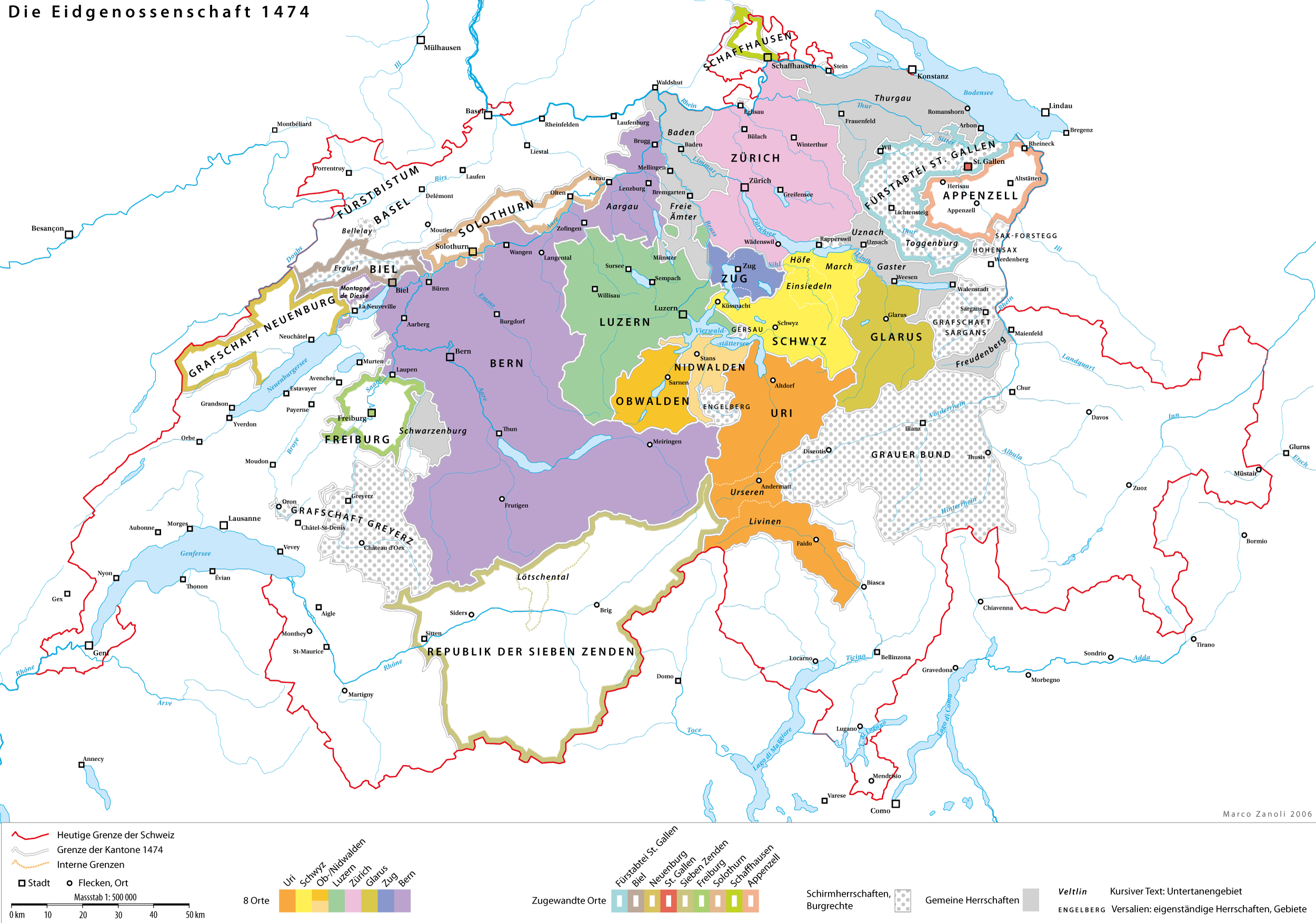
Carte de la Confédération en 1474, avant la guerre de Bourgogne.

Uri annexe le vogtei de Rivera et la vallée de la Léventine. La même année, les Confédérés s'allient à la principauté épiscopale de Sion.
1405
March devient sujet de Schwytz.
1406
Le comté de Neuchâtel signe un traité d'association avec Berne et Soleure.
1407
Le vogtei de Bellinzone signe un traité d'association avec Uri et Obwald.
1410
Uri annexe la vallée d'Urseren ; celle-ci conserve cependant certains privilèges.
1411
Appenzell devient un associé et est placé sous la protection de la Confédération ; il signe un traité de combourgeoisie avec l'ensemble des Confédérés, excepté Berne.
1414
L'abbaye de Bellelay devient un protectorat de Berne, Bienne et Soleure ; elle reste sous la juridiction nominale de l'évêché de Bâle.
1415
À la demande de l'empereur Sigismond, la Confédération envahit les terres de Frédéric IV d'Autriche. Berne annexe l'Argovie. Baden et les Freie Ämter deviennent un bailliage commun des cantons (à l'exception de Berne).
1416
Les Sept-Dizains, une fédération indépendante du Valais, deviennent un associé par alliance avec Uri, Unterwald et Lucerne ; ils s'allient avec Berne en 1446.
1419
Annexion de Bellinzone et de quelques autres territoires par Uri.
1419
Bellinzone devient un condominium confédéral.
1422
Perte des territoires annexés par Uri en 1403 et 1419.
1423
Le comté de Grasburg devient un bailliage de Berne et Fribourg.
1425
L'abbaye d'Engelberg devient un protectorat de Lucerne, Uri, Schwytz et Unterwald.
1436
Le comté de Toggenburg devient un protectorat de Schwytz et Glaris ; également sujet de l'abbaye de Saint-Gall.
1437
Le comté d'Uznach devient un bailliage de Glaris et Schwytz.
1437
Le comté de Sargans (de) signe un traité d'association avec Glaris et Schwytz.
1438
Gaster devient un bailliage de Glaris et Schwytz.
1439
Berne annexe la basse vallée de la Simme.
1440
Uri conquiert la vallée de la Léventine.
1440
Höfe devient sujet de Schwytz
1451
L'abbaye de Saint-Gall signe un traité d'association avec Schwytz, Lucerne, Zurich et Glaris. L'abbaye est simultanément un protectorat.
1452
Appenzell, allié de la Confédération.
1er juin 1454
Schaffhouse, associé de la Confédération.
1454
Fribourg, associé de la Confédération.
La ville impériale de Saint-Gall signe un traité d'association avec Schwytz, Lucerne, Zurich, Glaris, Zug et Berne.
1458
Le comté de Sargans (de) devient un condominium des cantons (excepté Berne).
1458
La baronnie de Sax-Forstegg signe un traité d'association avec Zurich.
1459
Stein am Rhein signe un traité d'association avec Zurich et Schaffhouse.
1460
La Thurgovie devient un condominium des cantons (excepté Berne).
L'abbaye de Pfäfers devient protectorat des cantons (à l'exception de Berne).
1464
Rapperswil, protectorat d'Uri, Schwytz, Unterwald et Glaris.
1466
Berne et Soleure établissent un traité d'alliance militaire avec la république de Mulhouse.
1475
Morat, Grandson, Orbe et Échallens et Aigle deviennent des bailliages communs de Berne et Fribourg.
1475
Saint-Maurice et Nendaz deviennent sujets de la République du Valais.

### Confédération des XIII cantons (1481-1798)
22 décembre 1481
Les villes de Fribourg et de Soleure demandent leur adhésion à la Confédération. Après trois ans de discussion et l’intervention de Nicolas de Flüe, les deux villes sont acceptées par la Diète fédérale. Ils deviennent les neuvième et dixième cantons de la Confédération.
1483
L'abbaye de Pfäfers est annexée au comté de Sargans (de). Celui-ci devient un condominium confédéral.
1484
Stein am Rhein est annexé par Zurich.
1485
Le comté de Werdenberg devient associé de Lucerne.
1486
L'abbaye de Moutier-Grandval devient un protectorat de Berne ; l'abbaye est également sujet de l'évêché de Bâle et, jusqu'en 1797, du Saint-Empire romain germanique.
1490
Le vogtei de Rheintal devient un bailliage des cantons (excepté Berne) et de l'abbaye de Saint-Gall.
1495
Les vogtei de Blenio et de Rivera deviennent des bailliages d'Uri, Schwytz et Nidwald.
1497
Le vogtei de Gams devient un bailliage de Glaris et Schwytz.
1497
Après la guerre de Souabe, la Ligue grise, membre des Trois Ligues (sur le territoire de qui deviendra plus tard les Grisons) et qui s'était alliée avec Glaris, Uri et Obwald en 1400, 1407 et 1419, fonde une alliance avec sept des huit cantons (à l'exception de Berne).
1498
La ligue de la Maison-Dieu, deuxième membre des Trois Ligues, s'allie à son tour avec sept des huit cantons.
1499
Après la guerre de Souabe menée contre l'archiduc Maximilien Ier, le traité de Bâle marque l'indépendance de la Confédération vis-à-vis du Saint-Empire romain germanique.
1500
Uri, Schwytz et Nidwald conquiert les villes de Bellinzone de Rivera.

#### XVIesiècle
13 juillet 1501

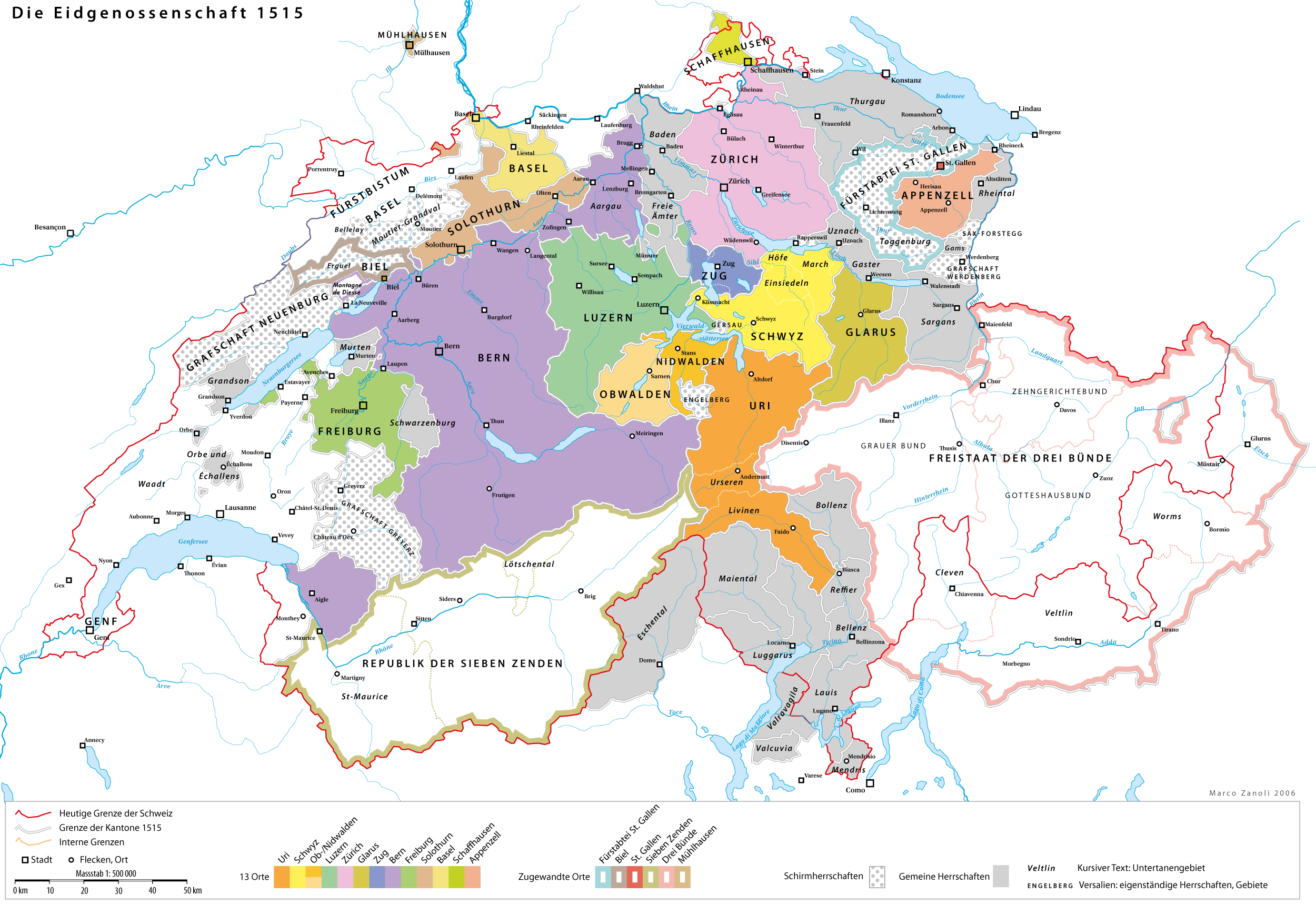
Carte de la confédération en 1515, avant la bataille de Marignan.

La ville de Bâle et ses environs devient le onzième canton de la Confédération.
19 août 1501
La ville de Schaffhouse devient le douzième canton de la Confédération.
1512
Bormio, Chiavenna, Valteline et les Trois paroisses deviennent sujets des Trois Ligues.
1512
Vallemaggia, Lugano, Locarno, Mendrisio, Travaglia, Cuvio, Eschental et Domodossola sont annexés et deviennent des bailliages communs de la Confédération.
17 décembre 1513
Appenzell et ses vallées deviennent le treizième canton de la Confédération.
1515
La république de Mulhouse, qui avait déjà conclu un traité avec Berne et Soleure en 1466, devient un associé des treize membres de la Confédération.
1515
La Confédération est défaite lors de la bataille de Marignan où elle était opposée aux troupes du roi de France François 1er. Perte des bailliages de Travaglia, Cuvio, Eschental et Domodossola. Les Trois ligues perdent Bormio et Chiavenna.
1517
Le Glaris annexe le comté de Werdenberg, précédemment associé à Lucerne.
1519
La ville impériale de Rottweil lance un mouvement d'association qui se conclut en 1632 par des traités avec les treize membres de la Confédération. Un premier traité de coopération militaire avait déjà été conclu en 1463.
1526
Les Trois paroisses cessent d'être un sujet des Trois Ligues et retrouvent le duché de Milan.
1528
Berne annexe Interlaken, Grindelwald, Lauterbrunnen et Brienz.
1536
Monthey devient un sujet de la république des Sept-Dizains.
1536
La ville impériale de Genève signe un traité avec Berne.
1536
Berne annexe Payerne et le pays de Vaud.
1548
Le comté de Gruyère, allié avec Fribourg et Berne depuis le XVe siècle, devient un pays allié de la Confédération.
1555
À la suite de la banqueroute des comtes de Gruyère, le comté de Gruyère est divisé en deux. Berne annexe le Haut-Gruyère (Gessenay, Rougemont, Rossinière et Château-d'Œx), le Bas-Gruyère devient un bailliage de Fribourg.
1579
L'évêché de Bâle signe un traité d'association avec Lucerne, Uri, Schwytz, Unterwalden, Zug, Soleure et Fribourg.
1590
La ligue des Dix-Juridictions, troisième membre des Trois Ligues, conclut une alliance avec Zurich et Glaris.
8 septembre 1597

Séparation en deux du canton d'Appenzell à la suite de tensions religieuses : création de deux demi-cantons d'Appenzell Rhodes-Intérieures et d'Appenzell Rhodes-Extérieures,,.

#### XVIIesiècle
1602
Les membres des Trois Ligues forment une alliance avec Berne.
1615
La baronnie de Sax-Forstegg est annexée par Zurich.

#### XVIIIesiècle

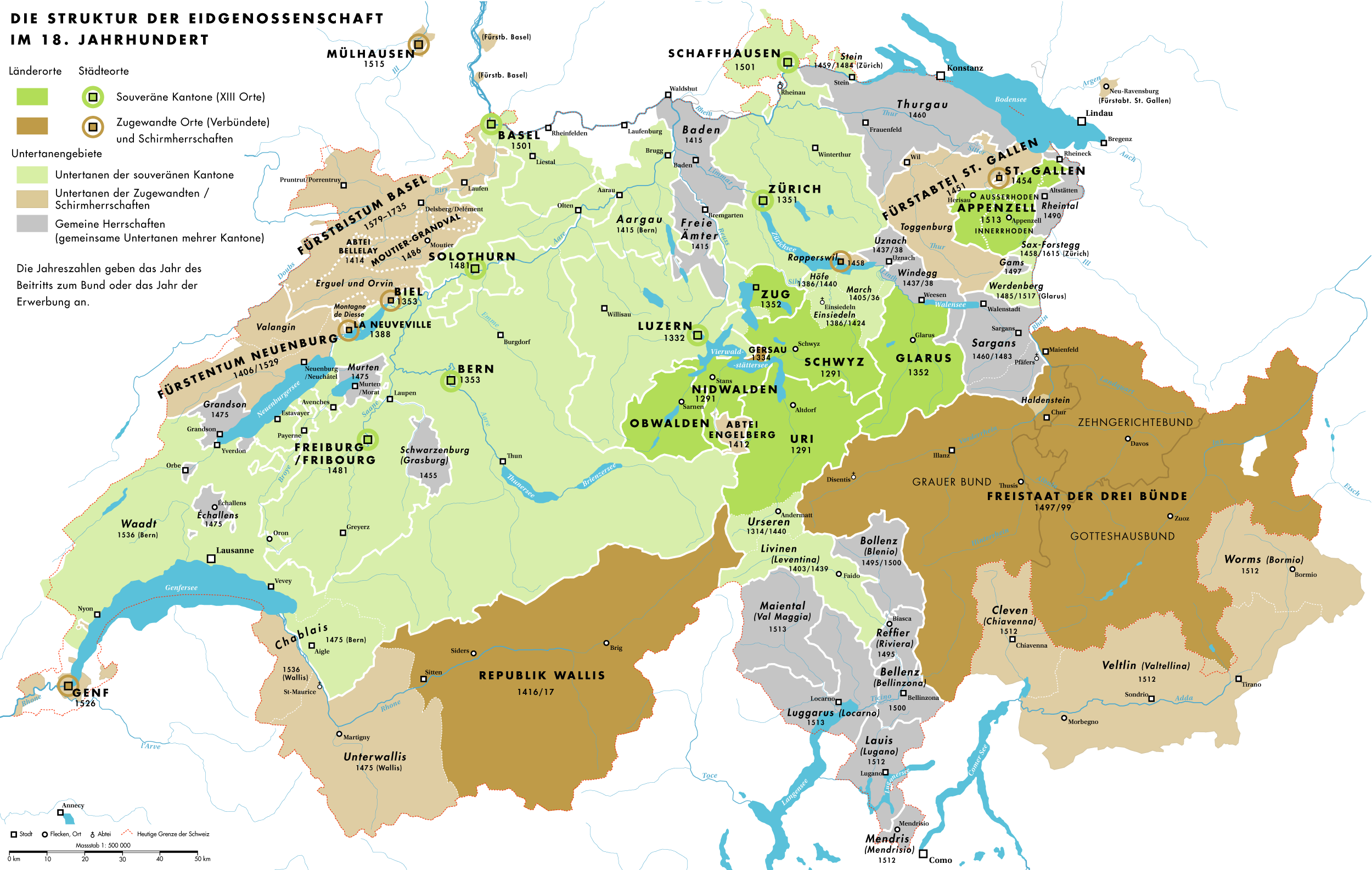
La Confédération des XIII cantons et ses alliés au XVIIIe siècle.
Cantons souverains
Territoires des cantons
Alliés
Territoires des alliés
Bailliages communs

1712
Partition des Freie Ämter ; le haut Freiamt est gouverné par les huit Orte, le bas Freiamt par Zurich, Berne et Glaris. Baden et Rapperswil deviennent des bailliages de Zurich, Berne et Glaris.
1718
Le comté de Toggenburg devient un protectorat de Zurich et de Berne.
1729
Berne annexe Köniz.

#### Période révolutionnaire française
19 décembre 1792
Sécession de la République rauracienne, composée en partie de territoires appartenant à l'abbaye de Bâle.
21 mars 1793
La République rauracienne est annexée par la France pour devenir le département du Mont-Terrible.
1797
La République cisalpine annexe Bormio, Chiavenna et Valteline au détriment des Trois Ligues.
1797
La France annexe le reste des terres de l'abbaye de Bâle.
Les Confédérés perdent la Valteline.
janvier 1798
Réunion des bailliages communs de Rheintal, Werdenberg, Gams, Gaster, Uznach, ainsi que la baronnie de Sax-Forstegg, le bailliage de March et la république de Rapperswil : création du canton de Sargans.
25 août 1798
La France annexe Genève et crée le département du Léman.
1798
La république de Mulhouse vote sa « Réunion » à la France.

### République helvétique (1798-1803)
28 mars 1798

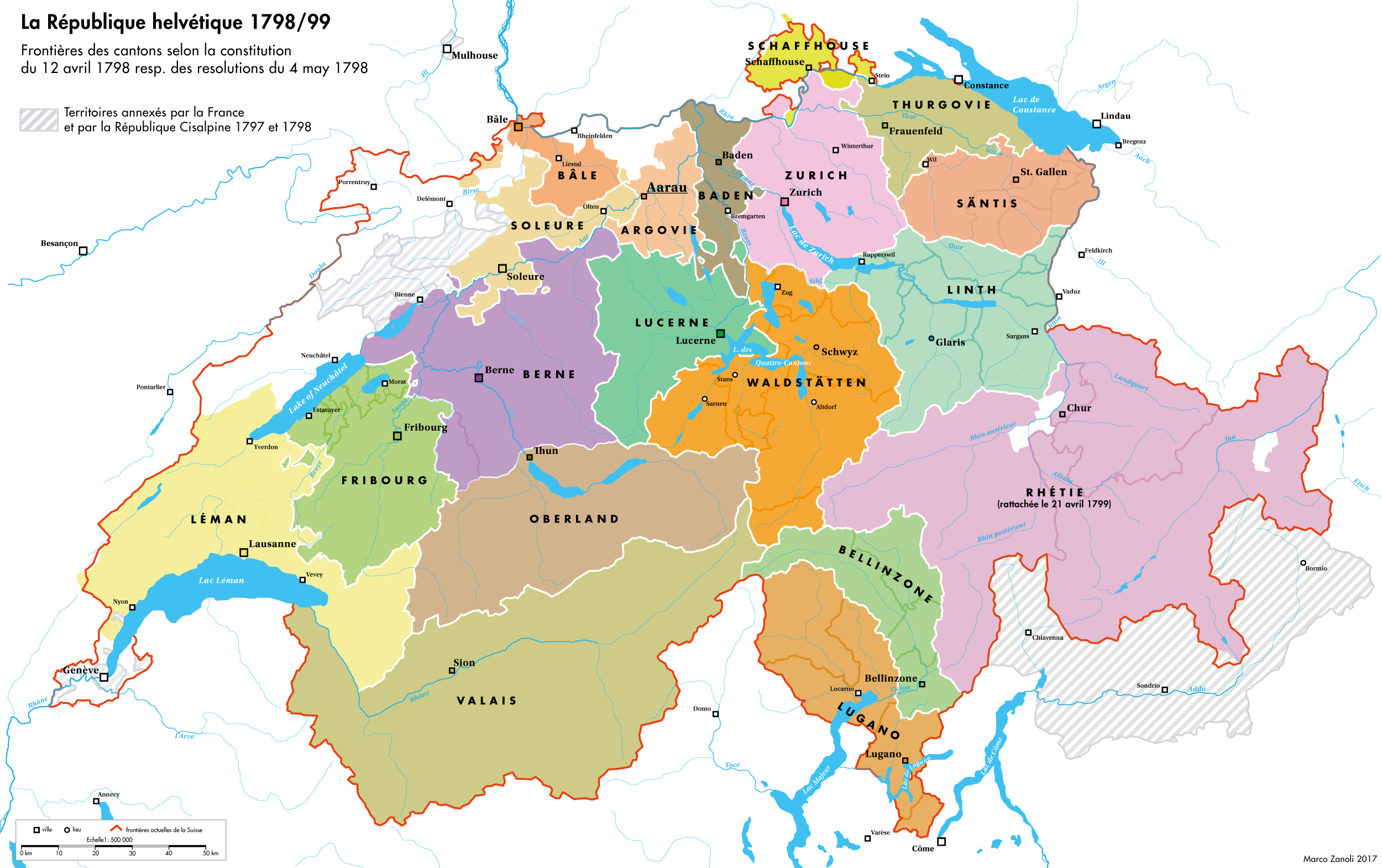
Carte de la République helvétique, entre 1798 et 1799.

Proclamation de la République helvétique, à la suite de l'invasion française de la Suisse. Le territoire suisse (anciens cantons, États associés et protectorats) est intégralement réorganisé en cantons, lesquels deviennent de simples divisions administratives dans un pays centralisé. En plus des treize cantons de l'ancienne confédération, les cantons suivants sont créés :
- le canton de Saint-Gall, regroupant la ville de Saint-Gall, l'Alte Landschaft et le Toggenburg ;
- le canton de Sargans, formé des anciens vogtei de Rheintal, baronnie de Sax-Forstegg, vogtei de Gams, comté de Werdenberg, de Gaster, comté d'Uznach, Rapperswil et de March ;
- les cantons d'Argovie, du Léman et de l'Oberland, par séparation du canton de Berne[1] ;
- Le canton du Valais, à partir de la république des Sept-Dizains[1] ;
- Le canton de Waldstätten, formé par la réunion des cantons d'Uri, de Schwyz, d'Unterwald et de Zoug[1] ;
- Le canton de la Linth, formé par la réunion du canton de Glaris et de ses bailliages communs[1] ;
- Le canton du Säntis, formé par la réunion du canton d'Appenzell, de ses pays alliés et de Saint-Gall[1] ;
- Le canton de Bellinzone, formé des bailliages de la Léventine, Blenio, Riviera et Bellinzone[1] ;
- Le canton de Lugano, formé des bailliages de Locarno, Lugano, Mendrisio et Vallemaggia[1] ;
- Le canton de Thurgovie, formé de plusieurs bailliages communs[1].

Par ailleurs, la région de Neuchâtel est détachée de la Suisse tout en restant une principauté prussienne.
11 avril 1798
Création du canton de Baden, formé des onze bailliages du comté de Baden, de l'ancien bailliage des Freie Ämter et de l'ancien Kelleramt ;
Juin 1798
Dissolusion du canton de Sargans qui est absorbé par le canton de la Linth.
21 mars 1799
Annexion des Trois Ligues et création du canton de Rhétie.

#### XIXesiècle
20 février 1802
Création du canton de Fricktal, à partir d'une région du Brisgau occupée depuis 1799 par les troupes françaises.
Octobre 1802
Sécession du canton du Valais qui devient la République rhodanienne.

### Confédération des XIX cantons (1803-1814)

La Suisse pendant la Médiation.

Le 30 septembre 1802, Napoléon Bonaparte impose l'Acte de Médiation qui définit une nouvelle Constitution pour le pays ainsi qu'un nouveau découpage des frontières cantonales. Cela donne naissance à la Confédération des XIX cantons qui est en réalité un État soumis au contrôle français.
19 février 1803
Dissolution des cantons de l'Oberland, du Léman, des Waldstätten, de la Linth, du Säntis, de Baden, de Bellinzone, de Lugano et de Fricktal.
Création des cantons d'Argovie, de Thurgovie, de Saint-Gall, du Tessin, de Vaud et des Grisons.
1809
L'empire d'Autriche cède l'enclave de Tarasp à la France, qui la transmet au canton des Grisons.

### Confédération desXXIIcantons (1814-1848)

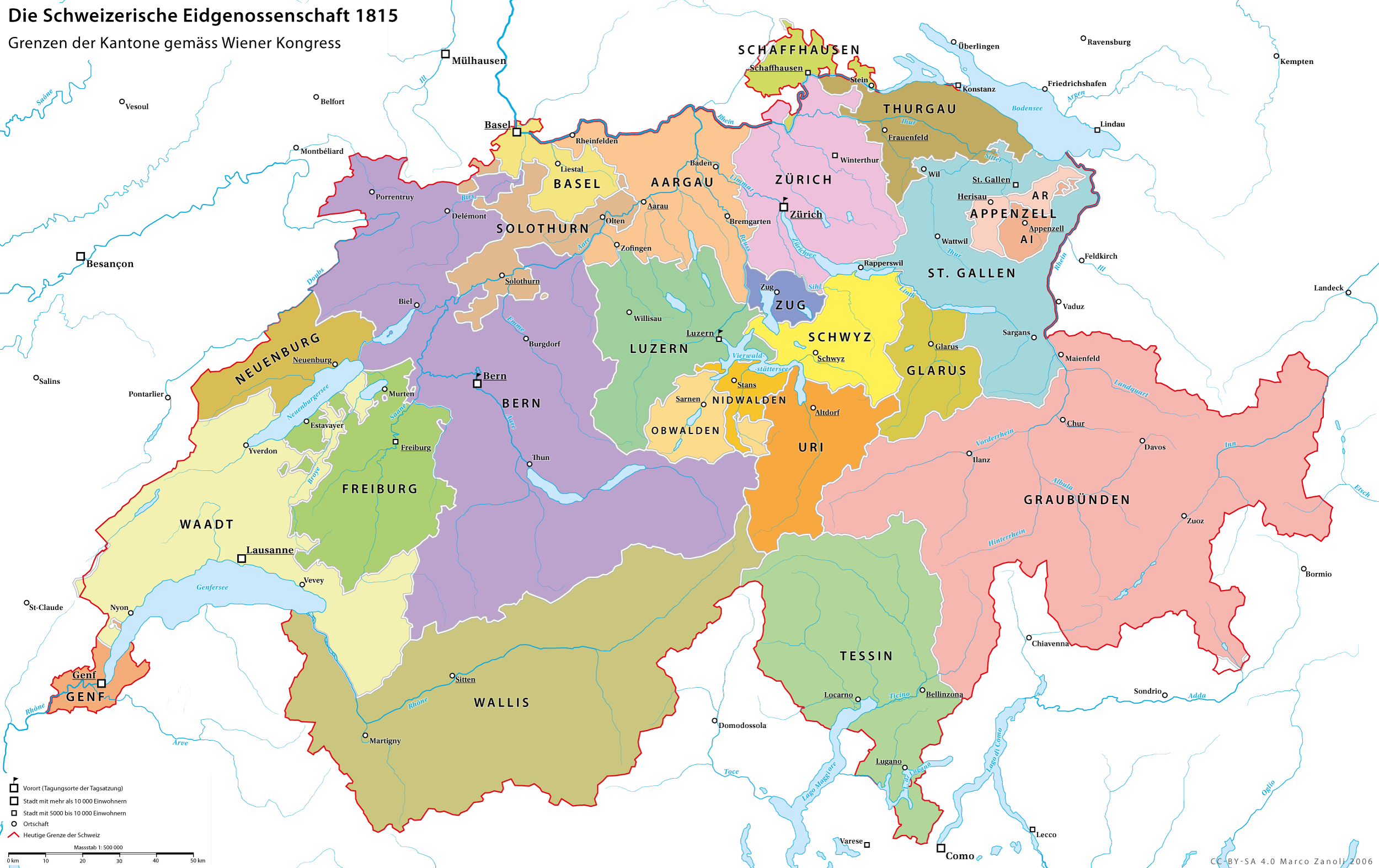
Carte de la Confédération en 1848.

Après la chute de Napoléon Bonaparte et la fin du régime de l'Acte de Médiation, la Confédération des XXII cantons est proclamée. C'est au congrès de Vienne qu'aboutissent les négociations pour l'entrée dans la Confédération de trois nouveaux cantons ainsi que des modifications de frontières.
20 mars 1815
Rattachement d'une partie du département du Mont-Terrible au canton de Berne.
19 mai 1815
Création des cantons de Neuchâtel et de Genève par les adhésions de la principauté de Neuchâtel et de la république de Genève à la Confédération.
4 août 1815
Création du canton du Valais par l'adhésion du département du Simplon à la Confédération.
1831
Création des deux demi-cantons de Schwytz-Intérieur et de Schwytz-Extérieur par la scission du canton de Schwytz à la suite de tensions politiques.
26 août 1833
Création des deux demi-cantons de Bâle-Ville et de Bâle-Campagne par la scission du canton de Bâle à la suite de tensions de représentativités cantonales.
23 octobre 1833
Dissolution des deux demi-cantons de Schwytz-Intérieur et de Schwytz-Extérieur et re-création du canton de Schwytz.

### État fédéral (depuis 1848)
8 décembre 1862

Découpage actuel de la Suisse.

Échange de territoires avec la France : traité des Dappes.

#### XXesiècle
6 mars 1958
Échange de territoires avec la France afin de rallonger la piste d'atterrissage de l'aéroport de Genève.
1er janvier 1979
Création du canton du Jura par la séparation de trois districts francophones jurassiens du canton de Berne à la suite de plusieurs tensions,.
1er janvier 1994
Le district de Laufon est transféré du canton de Berne à celui de Bâle-Campagne.
1er juillet 1996
La commune de Vellerat est transférée du canton de Berne au canton du Jura.

#### XXIesiècle
1er janvier 2022
La commune de Clavaleyres est transférée du canton de Berne au canton de Fribourg.

## Liste des territoires perdus par la Suisse ou ses cantons
Ce tableau répertorie tous les territoires ayant fait partie de la Suisse ou de ses cantons actuels de manière légitime, et ne faisant plus partie de la Suisse actuelle.
| Territoire                                                             | Perte | Superficie km2 | Population actuelle |
| ---------------------------------------------------------------------- | ----- | -------------- | ------------------- |
| Thyez, Ville-en-Sallaz, Bogève, Viuz-en-Sallaz et Saint-André-de-Boëge | 1536  | 55             | 12 000              |
| Untercalven (haut Val Venosta)                                         | 1618  | 900            | 25 000              |
| Rottweil                                                               | 1632  | 600            | 100 000             |
| Binzen                                                                 | 1769  | 6              | 3 000               |
| Valteline                                                              | 1797  | 3 212          | 180 000             |
| Mulhouse                                                               | 1798  | 30             | 120 000             |
| Grimmelshofen et Fützen                                                | 1798  | 10             | 1 500               |
| Istein                                                                 | 1802  | 3              | 1 300               |
| Schliengen                                                             | 1803  | 37             | 5 700               |
| Ebringen et Norsingen                                                  | 1809  | 10             | 4 000               |
| Neuravensburg (de)                                                     | 1810  | 16             | 3 000               |

## Liste des échanges de territoires de la Suisse ou de ses cantons
Ce tableau contient uniquement les échanges de territoires avec population, et pas les échanges de territoires inhabités.
| Territoire perdu                                                                                 | Territoire gagné                                          | Date | Canton suisse actuel | Pays actuel | Notes                  |
| ------------------------------------------------------------------------------------------------ | --------------------------------------------------------- | ---- | -------------------- | ----------- | ---------------------- |
| Nombreux territoires, dont Thoiry, Saint-Genis, Challex, Moëns                                   | Parties du Mandement de Peney, en particulier Russin      | 1749 | Genève               | France      | [ 16 ]                 |
| Nombreux territoires, dont Saint-Genis-Pouilly, Neydens, La Joux (partie nord de Valleiry), etc. | Nombreux territoires, dont Vandœuvres, Cartigny, etc.     | 1754 | Genève               | France      | ,                      |
| Rive gauche du Doubs                                                                             | Rive droite du Doubs                                      | 1780 | Jura                 | France      |                        |
| Chauvilier                                                                                       | Boncourt                                                  | 1782 | Jura                 | France      |                        |
| Epfenhofen                                                                                       | Foret de Gatter et forêt de Wester (Schleitheim)          | 1839 | Schaffhouse          | Allemagne   |                        |
| Les Tuffes et une partie de la Vallée des Dappes                                                 | Une petite partie de La Cure et une forêt sur Le Noirmont | 1862 | Vaud                 | France      | voir Traité des Dappes |

## Liste des territoires occupés temporairement par la Suisse ou ses cantons
| Territoire                        | Surface km2 | Début occupation | Fin d'occupation | Durée (années) |
| --------------------------------- | ----------- | ---------------- | ---------------- | -------------- |
| Val d'Ossola                      | 800         | 1410             | 1522             | 112            |
| Valtravaglia (it)                 | 200         | 1513             | 1516             | 3              |
| Valcuvia (it)                     | 60          | 1513             | 1516             | 3              |
| Pays de Gex, Chablais et Genevois | 1500        | 1536             | 1564             | 28             |
| Huningue                          | 2           | 1521             | 1623             | 102            |